# エクトル・エンリケ
エクトル・アドルフォ・エンリケ（Héctor Adolfo Enrique, 1962年4月26日 - ）は、アルゼンチン・ブエノスアイレス州ラヌース出身の元同国代表サッカー選手。ポジションはミッドフィールダー。
兄弟のカルロス・エンリケは、選手生活の大半をCAインデペンディエンテで過ごしたサッカー選手である。

## 経歴
エンリケは1986年には、1年で4つのメジャータイトルを獲得した。所属していたCAリーベル・プレートでアルゼンチンリーグ、コパ・リベルタドーレス、インターコンチネンタルカップを獲得した。アルゼンチン代表としてワールドカップ・メキシコ大会で優勝した。準々決勝のイングランド戦ではディエゴ・マラドーナの「伝説の5人抜き」ドリブルに繋がるパスを供給した。
1994年にジャパンフットボールリーグのPJMフューチャーズでプレーし、現役を引退した。

## 所属クラブ
- CAラヌース 1981-1982
- CAリーベル・プレート 1983-1990
- デポルティーボ・エスパニョール（スペイン語版） 1990-1991
- CAラヌース 1991-1993
- PJMフューチャーズ 1994